# Temporale (Close Listen, Vale LP e Zollo)
Temporale è un singolo degli artisti italiani Close Listen, Vale LP e Zollo, pubblicato l'8 gennaio 2021 come quarto estratto dal primo album in studio Angeli di Close Listen.

## Descrizione
Il brano è scritto dalla stessa Valentina Sanseverino, in arte Vale LP, e Michele Lamonica, in arte Close Listen, il quale ha anche curato la produzione con Carlo Zollo, noto semplicemente come Zollo.

## Tracce
Testi e musiche di Valentina Sanseverino e Michele Lamonica.
1. Temporale – 3:03